# Całka Lebesgue’a-Stieltjesa
Całka Lebesgue’a-Stieltjesa – uogólnienie całki Riemanna-Stieltjesa i całki Lebesgue’a, zachowujące wiele korzyści pierwszej z całek, a zarazem używające bardziej ogólnego języka teorii miary. Całka Lebesgue’a-Stieltjesa jest zwykłą całką Lebesgue’a w stosunku do miary znanej jako miara Lebesgue’a-Stieltjesa, która może być zdefiniowana dla dowolnej funkcji o wahaniu ograniczonym określonej na prostej rzeczywistej. Każda miara Lebesgue’a-Stieltjesa jest miarą regularną i odwrotnie, każda miara regularna na prostej rzeczywistej jest tej postaci.
Całka Lebesgue’a-Stieltjesa, nazwana na cześć Henriego Leona Lebesgue’a i Thomasa Joannesa Stieltjesa, jest również znana jako całka Lebesgue’a-Radona lub po prostu całka Radona, od Johanna Radona, który wniósł istotny wkład w ich teorię. Znajdują powszechne zastosowanie w rachunku prawdopodobieństwa i procesach stochastycznych, a także w niektórych gałęziach analizy matematycznej, w tym w teorii potencjału.

## Definicja
Całka Lebesgue’a-Stieltjesa
{\displaystyle \int _{a}^{b}f(x)\,dg(x)}
jest określona, gdy {\displaystyle f:\left[a,b\right]\to \mathbb {R} } jest mierzalna względem miary borelowskiej i ograniczona, a {\displaystyle g:\left[a,b\right]\to \mathbb {R} } ma wahanie ograniczone na przedziale {\displaystyle [a,b]} i jest funkcją prawostronnie ciągłą lub gdy {\displaystyle f} jest nieujemne, {\displaystyle g} jest monotoniczna i prawostronnie ciągła. Na początek załóżmy, że {\displaystyle f} jest nieujemne, a {\displaystyle g} jest niemalejąca i prawostronnie ciągła. Zdefiniujmy {\displaystyle w\left((s,t]\right)=g(t)-g(s)} oraz {\displaystyle w\left(\{t\}\right)=0.} Alternatywnie dla funkcji {\displaystyle g} lewostronnie ciągłej definiujemy {\displaystyle w\left([s,t)\right)=g(t)-g(s)} oraz {\displaystyle w\left(\{t\}\right)=0.}
Na mocy twierdzenia Carathéodory’ego o rozszerzaniu miary istnieje jednoznacznie określona miara {\displaystyle \mu _{g}} na borelowskich podzbiorach {\displaystyle [a,b],} która jest zgodna z {\displaystyle w} na każdym przedziale. Miara {\displaystyle \mu _{g}} pochodzi od miary zewnętrznej danej wzorem:
{\displaystyle \mu _{g}(E)=\inf \left\{\sum _{i}\mu _{g}(I_{i})\ :\ E\subseteq \bigcup _{i}I_{i}\right\},}
gdzie infimum jest brane po wszystkich pokryciach zbioru {\displaystyle E} przeliczalnie wieloma przedziałami otwartymi. Miara ta jest czasami nazywana miarą Lebesgue’a-Stieltjesa związaną z {\displaystyle g}.
Całka Lebesgue’a-Stieltjesa
{\displaystyle \int _{a}^{b}f(x)\,dg(x)}
jest definiowana jako całka Lebesgue’a funkcji {\displaystyle f} względem miary {\displaystyle \mu _{g}} w zwykły sposób. Jeśli {\displaystyle g} jest funkcją nierosnącą, to definiujemy
{\displaystyle \int _{a}^{b}f(x)\,dg(x)=-\int _{a}^{b}f(x)\,d(-g)(x).}
Całka po prawej stronie równania jest względem funkcji niemalejącej i już została zdefiniowana wcześniej.
Jeśli {\displaystyle g} ma wahanie ograniczone i {\displaystyle f} jest ograniczona, to można przedstawić {\displaystyle g} w postaci różnicy dwóch funkcji niemalejących {\displaystyle g_{1},g_{2}} i wtedy
{\displaystyle dg(x)=dg_{1}(x)-dg_{2}(x).}
Teraz całka Lebesgue’a-Stieltjesa względem {\displaystyle g} jest zdefiniowana wzorem
{\displaystyle \int _{a}^{b}f(x)\,dg(x)=\int _{a}^{b}f(x)\,dg_{1}(x)-\int _{a}^{b}f(x)\,dg_{2}(x),}
gdzie dwie ostatnie całki zostały już zdefiniowane.

### Całka Daniella
Alternatywne podejście polega na zdefiniowaniu całki Lebesgue’a-Stieltjesa jako całki Daniella, która uogólnia zwykłą całkę Riemanna-Stieltjesa. Niech {\displaystyle g} będzie niemalejącą prawostronnie ciągłą funkcją na {\displaystyle [a,b]} i zdefiniujmy całkę Riemanna-Stieltjesa {\displaystyle I(f)} jako
{\displaystyle I(f)=\int _{a}^{b}f(x)\,dg(x)}
dla wszystkich funkcji ciągłych {\displaystyle f:[a,b]\to \mathbb {R} .} Funkcjonał {\displaystyle I} definiuje miarę Radona na {\displaystyle [a,b].} Funkcjonał ten można następnie rozszerzyć na klasę wszystkich funkcji nieujemnych, ustalając
{\displaystyle {\begin{aligned}{\overline {I}}(h)&=\sup \left\{I(f)\ :\ f\in C[a,b],0\leqslant f\leqslant h\right\}\\{\overline {\overline {I}}}(h)&=\inf \left\{I(f)\ :\ f\in C[a,b],h\leqslant f\right\}.\end{aligned}}}
Dla funkcji borelowsko mierzalnych mamy
{\displaystyle {\overline {I}}(h)={\overline {\overline {I}}}(h),}
a każda strona tożsamości definiuje całkę Lebesgue’a-Stieltjesa z {\displaystyle h.} Miarę zewnętrzną {\displaystyle \mu _{g}} definiuje się wzorem
{\displaystyle \mu _{g}(A)={\overline {\overline {I}}}(\chi _{A})}
gdzie {\displaystyle \chi _{A}} jest funkcją charakterystyczną zbioru {\displaystyle A.}
W przypadku całkowania względem funkcji o wahaniu ograniczonym, podobnie jak wcześniej rozkładamy ją na różnicę dwóch funkcji niemalejących.

## Przykład
Załóżmy, że {\displaystyle \gamma :[a,b]\to \mathbb {R} ^{2}} jest krzywą prostowalną na płaszczyźnie i {\displaystyle \rho :\mathbb {R} ^{2}\to [0,\infty )} jest borelowsko mierzalna. Następnie możemy zdefiniować długość krzywej {\displaystyle \gamma } względem metryki euklidesowej pomnożonej przez {\displaystyle \rho .} Wyraża się to wzorem:
{\displaystyle \int _{a}^{b}\rho (\gamma (t))\,d\ell (t),}
gdzie {\displaystyle \ell (t)} jest długością krzywej {\displaystyle \gamma } ograniczonej do przedziału {\displaystyle [a,t]} w standardowej metryce euklidesowej. Taka całka jest nazywana {\displaystyle \rho }-długością krzywej {\displaystyle \gamma .} Pojęcie to jest bardzo przydatne w różnych zastosowaniach. Rozważmy na przykład błotnisty teren, na którym prędkość, z jaką człowiek może się poruszać, zależy od położenia. Gdyby {\displaystyle \rho (z)} oznaczało odwrotność tej prędkości w punkcie {\displaystyle z,} to {\displaystyle \rho }-długość jest czasem potrzebnym na przejście wzdłuż krzywej {\displaystyle \gamma .} Można to wykorzystywać w zagadnieniach wariacyjnych znajdowania drogi o najkrótszym czasie.

## Całkowanie przez części
Funkcję {\displaystyle f} będziemy nazywali regularną w punkcie {\displaystyle a,} jeśli granice prawo- i lewostronna {\displaystyle f(a^{+})} i {\displaystyle f(a^{-})} istnieją, a do tego funkcja w {\displaystyle a} przyjmuje wartość równą ich średniej arytmetycznej:
{\displaystyle f(a)={\frac {f(a^{-})+f(a^{+})}{2}}.}
Dla danych dwóch funkcji {\displaystyle u} i {\displaystyle v} o wahaniu skończonym, jeśli w każdym punkcie przynajmniej jedna z nich jest ciągła lub też obie są regularne, to zachodzi wzór na całkowanie przez części dla całki Lebesgue’a-Stieltjesa:
{\displaystyle \int _{a}^{b}u\,dv+\int _{a}^{b}v\,du=u(b^{+})v(b^{+})-u(a^{-})v(a^{-}),\qquad -\infty <a<b<\infty .}
Tutaj odpowiednie miary Lebesgue’a-Stieltjesa są powiązane z prawostronnie ciągłymi modyfikacjami funkcji {\displaystyle u} i {\displaystyle v,} czyli takimi, że {\displaystyle {\tilde {u}}(x)=\lim _{t\to x+}u(t)} i podobnie {\displaystyle {\tilde {u}}(x).} Ograniczony przedział {\displaystyle (a,b)} można zastąpić przedziałem nieograniczonym {\displaystyle (-\infty ,b),(a,\infty )} lub {\displaystyle (-\infty ,\infty )} pod warunkiem, że {\displaystyle u} i {\displaystyle v} mają wahanie ograniczone na tych przedziałach. Można również stosować ten wzór w stosunku do funkcji o wartościach zespolonych.
Inny ważny wynik, mający istotne znaczenie w analizie stochastycznej, jest następujący: niech {\displaystyle u,v} będą funkcjami o wahaniu ograniczonych, które są prawostronnie ciągłe i mają lewostronne granice (tzw. funkcje càdlàg), wówczas
{\displaystyle u(t)v(t)=u(0)v(0)+\int _{(0,t]}u(s^{-})\,dv(s)+\int _{(0,t]}v(s^{-})\,du(s)+\sum _{x\in (0,t]}\Delta u_{x}\Delta v_{x},}
gdzie {\displaystyle \Delta u_{x}=u(x)-u(x^{-}).} Wynik ten może być postrzegany jako początek do wyprowadzenia wzoru Itô i ma zastosowanie w ogólnej teorii całkowania procesów stochastycznych. Ostatnim człon to w istocie {\displaystyle \Delta u(x)v(x)=\;d\langle u,v\rangle ,} co wynika z definicji kowariancji kwadratowej {\displaystyle u} i {\displaystyle v.}

## Pojęcia pokrewne

### Całka Lebesgue’a
Jeśli {\displaystyle g(x)=x} dla wszystkich rzeczywistych {\displaystyle x,} to {\displaystyle \mu _{g}} jest miarą Lebesgue’a na prostej, a całka Lebesgue’a-Stieltjesa funkcji {\displaystyle f} względem {\displaystyle g} jest równoważna całce Lebesgue’a z {\displaystyle f.}

### Całka Riemanna-Stieltjesa i rachunek prawdopodobieństwa
Gdy {\displaystyle f} jest funkcją ciągłą o wartościach rzeczywistych zmiennej rzeczywistej, a {\displaystyle F} jest niemalejącą funkcją rzeczywistą, całka Lebesgue’a-Stieltjesa jest równoważna całce Riemanna-Stieltjesa i często jest to zapisywane po prostu
{\displaystyle \int _{a}^{b}f(x)\,dF(x)}
i rozumiane jako całka Lebesgue’a-Stieltjesa, a miara {\displaystyle \mu _{F}} jest traktowana jako domyślna. Jest to szczególnie powszechne w rachunku prawdopodobieństwa, gdzie {\displaystyle F} jest dystrybuantą zmiennej losowej {\displaystyle X} o wartościach rzeczywistej i wówczas
{\displaystyle \int _{-\infty }^{\infty }f(x)\,dF(x)=\mathrm {E} [f(X)].}